# سیارک ۱۲۸۷۱
سیارک ۱۲۸۷۱ (به انگلیسی: 12871 Samarasinha، نامگذاری:1998ML37) دوازده هزار و هشتصد و هفتادمین سیارک کشف شده‌است که در ۲۴ ژوئن ۱۹۹۸ کشف شد.
قدر مطلق سیارک برابر ۲۰.۴ است.